# Cantó de Sant Fermin
El cantó de Sant Fermin és un cantó francès del departament dels Alts Alps, situat al districte de Gap. Té 8 municipis i el cap és Sant Fermin.

## Municipis
- Aspres-los-Còrps
- Chaufaier
- Lo Glaisiú
- La Chapela-en-Gaudemar
- Sant Fermin
- Sant Jaume-en-Gaudemar
- Sant Maurici-en-Gaudemar
- Vilard-Lobiera

## Història
| Data d'elecció                           | Identitat     | Partit          | Qualitat |
| ---------------------------------------- | ------------- | --------------- | -------- |
| 1961-1998                                | Pierre Rozier | PSU, després PS |          |
| 1998-2010                                | Robert Blache | Divers droite   |          |
| 2010-                                    | Marc Zecconi  | PS              |          |
| les dades anteriors no són pas conegudes |               |                 |          |
|                                          |               |                 |          |

| 1962  | 1968  | 1975  | 1982  | 1990  | 1999  | 2007  |
| ----- | ----- | ----- | ----- | ----- | ----- | ----- |
| 1.829 | 1.984 | 1.930 | 1.725 | 1.543 | 1.565 | 1.597 |